# Панака (Невада)
Панака (англ. Panaca) — переписна місцевість (CDP) в США, в окрузі Лінкольн штату Невада. Населення — 870 осіб (2020).

## Географія
Панака розташована за координатами 37°47′20″ пн. ш. 114°23′59″ зх. д. / 37.78889° пн. ш. 114.39972° зх. д. (37.788963, -114.399666).  За даними Бюро перепису населення США в 2010 році переписна місцевість мала площу 8,45 км², уся площа — суходіл.

## Демографія
Згідно з переписом 2010 року, у переписній місцевості мешкали 963 особи в 356 домогосподарствах у складі 241 родини. Густота населення становила 114 особи/км².  Було 426 помешкань (50/км²).
Расовий склад населення:
| - 96,2 % — білих - 1,3 % — корінних американців - 0,4 % — азіатів - 0,1 % — вихідців з тихоокеанських островів - 0,1 % — чорних або афроамериканців |

До двох чи більше рас належало 1,0 %. Частка іспаномовних становила 3,0 % від усіх жителів.
За віковим діапазоном населення розподілялося таким чином: 31,9 % — особи молодші 18 років, 49,8 % — особи у віці 18—64 років, 18,3 % — особи у віці 65 років та старші. Медіана віку мешканця становила 37,8 року. На 100 осіб жіночої статі у переписній місцевості припадало 99,4 чоловіків;  на 100 жінок у віці від 18 років та старших — 98,2 чоловіків також старших 18 років.
Середній дохід на одне домашнє господарство  становив 86 232 долари США (медіана — 46 655), а середній дохід на одну сім'ю — 112 915 доларів (медіана — 51 108). За межею бідності перебувало 8,3 % осіб, у тому числі 4,7 % дітей у віці до 18 років та 13,8 % осіб у віці 65 років та старших.
Цивільне працевлаштоване населення становило 542 особи. Основні галузі зайнятості: освіта, охорона здоров'я та соціальна допомога — 31,2 %, публічна адміністрація — 28,6 %, інформація — 10,1 %, роздрібна торгівля — 10,0 %.